# Anacompsa straminea
Anacompsa straminea är en kackerlacksart som först beskrevs av Lucien Chopard 1954.  Anacompsa straminea ingår i släktet Anacompsa och familjen Polyphagidae.
Artens utbredningsområde är Kenya. Inga underarter finns listade i Catalogue of Life.